# Зун
Зун (калм. Зун) — исчезнувший посёлок в Яшалтинском районе Калмыкии. Располагался при балке Зун, к юго-востоку от села Матросово (2-й Чонос), примерно в 1,3 км от левого берега реки Джалга.
Название имеет калмыцкое происхождение и переводится как сто или лето

## История
Дата основания не установлена. Согласно спику населённых мест Ставропольской губернии в 1909 году в хотоне Зун Икичоносова рода Большедербетовского улуса проживало 117 человек, 57 душ мужского и 60 женского пола, имелись 27 дворов, хлебозапасный магазин, пожарный обоз, располагалось родовое управление.
В 1920 году в составе Большедербетовского улуса включён в состав Калмыцкой АО (с 1935 года — Калмыцкая АССР).
28 декабря 1943 года калмыки были депортированы, посёлок Зун, как и другие населённые пункты Яшалтинского района Калмыцкой АССР, был включён в состав Ростовской области. Исключён из перечня населённых пунктов в 1948 году

## Население
| 1909 |
| ---- |
| 117  |